# أبو طيلون رمادي
أبو طيلون رمادي (الاسم العلمي: Abutilon incanum) هو نوع من النباتات يتبع جنس الأبو طيلون من الفصيلة الخبازية.